# La Chapelle-Saint-Rémy
La Chapelle-Saint-Rémy es una comuna francesa situada en el departamento de Sarthe, en la región Países del Loira. Tiene una población, en 2018, de 989 habitantes.

## Demografía
| 803 | 730 | 617 | 616 | 688 | 734 | 989 |
| Para los censos de 1962 a 1999 la población legal corresponde a la población sin duplicidades (Fuente: INSEE [Consultar]) |     |     |     |     |     |     |